# مبدأ تعاقب الحياة
مبدأ تعاقب الحياة، ويعرف أيضًا بقانون تعاقب الحياة، وهو مبدأ يعتمد على ملاحظة أن الطبقات الأرضية تحتوي على مستحاثات لـنباتات وحيوانات، وأن هذه المستحاثات يتبع بعضها بعضًا بنمط عمودي وبترتيب معين ومعتمد يمكن تحديده على مسافات أفقية واسعة. فلن يتم العثور إطلاقًا على مستحاثات عظام نياندرتال في نفس الطبقة التي يوجد بها مستحاثة ميغالوصور مثلاً، لأن النياندرتال والميغالوصور قد عاشوا في عصور جيولوجية، مختلفة ويفصل بينها ملايين السنين. وهو ما يسمح بتحديد الطبقات وتأريخها عن طريق المستحاثات الموجودة بها.
وهذا المبدأ الذي حصل على اسمه من عالم الجيولوجيا الإنجليزي ويليام سميث، يعد واحدًا من أكثر المبادئ أهمية في تحديد العمر النسبي للصخور والطبقات. ويساعد محتوى مستحاثات الصخور بالإضافة إلى قانون تعاقب الطبقات في تحديد التسلسل الزمني الذي وضعت به الصخور الرسوبية.
تفسر نظريات التطور تعاقب النباتات والحيوانات المرصودة والمحفوظة في الصخور، وهي الحقائق التي يستند عليها فهم التطور. وقد تم توثيق حدوث تعاقب الحيوانات بدقة على يد سميث في إنجلترا خلال العقد الأول من القرن التاسع عشر، وبشكل متزامن في فرنسا على يد كوفييه (بمساعدة الخبير بعلم المعادن ألكسندر برونجنيارت). كما يتم تعاقب السمات البيولوجية العتيقة والمتعضيات في سجل المستحاثات بالإصدارات الحديثة. فعلى سبيل المثال، يبحث المختصون في علم الأحياء القديمة في تطور الطيور حيث توقعوا أن الريش قد ظهر أولاً في أشكال بدائية على الكائنات القديمة التي لا يمكنها الطيران مثل الديناصور ذي الريش. وهذا هو بالضبط ما تم اكتشافه في سجل المستحاثات: فالريش البسيط الذي لا يمكنه دعم الطيران، قد جاء في أعقابه ريش من النوع الضخم والمعقد.
وعمليًا، فإن الأنواع التشخيصية الأكثر أهمية هي صاحبة أسرع معدل تقلب وأوسعها توزيعًا؛ وتعرف دراستها باسم دراسة الطبقات الحيوية؛ علم تأريخ الصخور باستخدام المستحاثات الموجودة بها. في الطبقات التي تعود إلى الدهر الحديث، يستخدم غالبًا اختبار مستحاثات المنخربات لتحديد تعاقب الحياة على مقياس مكرر، حيث تكون كل وحدة حيوية الطبقات (نطاق حيوي) طبقة جيولوجية معرفة على أساس أصنوفات المستحاثة المميزة لها. وقد وضع هارت (1972) مخطط نطاقيًا للحياة الحيوانية المجهرية معتمدًا على المنخربات والصدفيات).
وببساطة، فإن أشكال الحياة المبكرة للحفريات تعد أبسط من الأشكال الأكثر عصرية، كما إن الأشكال العصرية أكثر تشابهًا مع الأشكال الموجودة (مبدأ تعاقب الحياة).